# Albert Stief
Albert Stief (* 19. März 1920 in Sankt Ingbert, Saargebiet; † 10. September 1998 in Berlin) war ein deutscher Politiker (SED). Er war Minister und Vorsitzender des Komitees der Arbeiter-und-Bauern-Inspektion (ABI).

## Leben
Stief absolvierte nach dem Besuch der Volksschule von 1934 bis 1938 eine Ausbildung zum Maschinenbauer in München. In diesem Beruf arbeitete er bis 1939. Danach wurde Stief nach einer kurzen Zeit bei der Deutschen Arbeitsfront 1939 zur Wehrmacht eingezogen. In dieser diente er bis zum 2. Januar 1943, als er im Range eines Obergefreiten zur Roten Armee überlief. In sowjetischer Kriegsgefangenschaft wurde Stief Mitglied des NKFD, besuchte die Antifa-Schule Nr. 27 in Krasnogorsk und wurde danach als Frontbeauftragter des NKFD eingesetzt.
1945 trat Stief in die wiedergegründete KPD ein und arbeitete zunächst als Sachbearbeiter und Abteilungsleiter bei der Landesverwaltung Sachsen. Von 1946 bis 1948 war er Leiter des Umsiedlerlagers Elsterhorst bei Hoyerswerda. Danach wechselte Stief zur SED-Kreisleitung Hoyerswerda zunächst als Abteilungsleiter, später als Sekretär. 1950 wurde er in den Rat des Kreises Hoyerswerda berufen, wo er als Abteilungsleiter und Kreisrat für Wirtschaft fungierte. 1952 schickte ihn die SED für ein Jahr an die Parteihochschule der KPdSU nach Moskau. In die DDR zurückgekehrt, wurde Stief im August 1953 zum Ersten Sekretär der SED-Bezirksleitung Cottbus berufen, der er bis Juni 1969 blieb. In dieser Zeit absolvierte er zwischen 1962 und 1965 ein Fernstudium an der Hochschule für Ökonomie Berlin (HfÖ), wo er sich zum Dr. rer. oec. promovierte. Von 1957 bis 1969 war er Abgeordneter des Bezirkstages Cottbus.

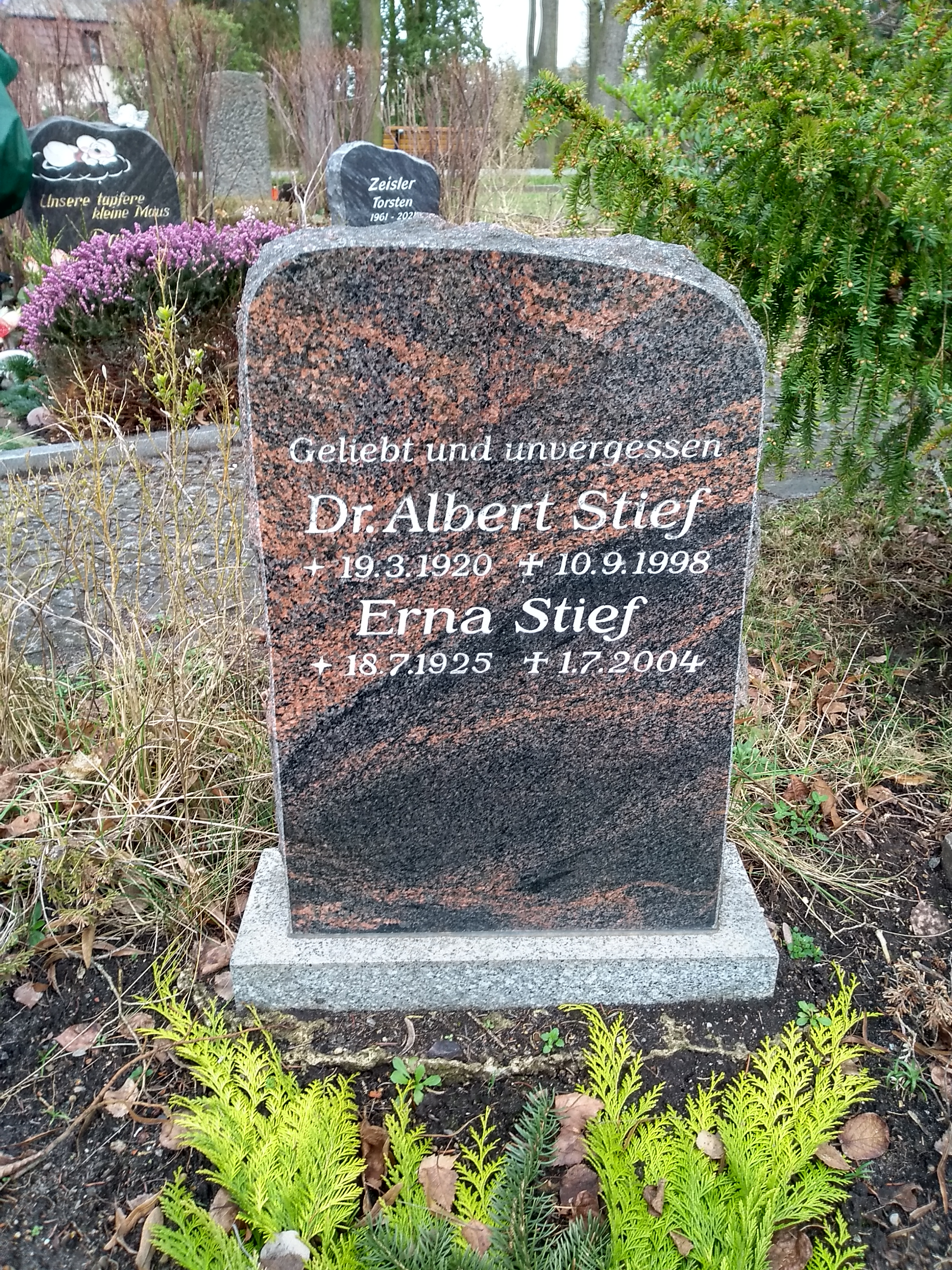
Grab auf dem Friedhof Berlin-Mahlsdorf

Außerdem wurde er 1960 Kandidat, 1963 dann Mitglied des ZK der SED. Der Volkskammer gehörte Stief von 1963 bis zum März 1990 an, ab 1971 war er Mitglied des Ausschusses für Nationale Verteidigung der Volkskammer.
Von 1969 bis 1971 war er stellvertretender Minister für die Anleitung und Kontrolle der Bezirks- und Kreisräte. Von 1971 bis 1977 war Stief Staatssekretär des Komitees der Arbeiter-und-Bauern-Inspektion und wurde gleichzeitig zum Mitglied des Ausschusses für Nationale Verteidigung berufen, welchem er bis 1989 angehörte. Von 1977 an war er Minister und Vorsitzender des Komitees der Arbeiter-und-Bauern-Inspektion. Von diesem Posten trat Stief am 22. November 1989 offiziell aus gesundheitlichen Gründen zurück.
Sein Grab befindet sich auf dem Friedhof Berlin-Mahlsdorf.

## Werke
- (zusammen mit Gerhard Oecknick): Probleme und Grundfragen der Planung und Leitung des wissenschaftlich-technischen Höchststandes der Kohle- und Energiewirtschaft im Bezirk Cottbus im neuen ökonomischen System der Planung und Leitung der Volkswirtschaft und die Leitung der Parteiarbeit nach dem Territorial- und Produktionsprinzip. HfÖ Berlin, Dissertation vom 9. April 1965.
- Die ABI – wichtiges Feld sozialistischer Demokratie. In: Einheit, Jg. 43 (1988), Heft 4, S. 363–366.

## Auszeichnungen
- 1955 Vaterländischer Verdienstorden (VVO) in Bronze (1955),
- 1959 VVO in Silber (1959)
- 1964 Banner der Arbeit, Stufe I
- 1969 VVO in Gold
- Ehrenspange zum VVO in Gold
- Verdienstmedaille der DDR
- Ernst-Moritz-Arndt-Medaille
- Artur-Becker-Medaille in Gold
- 1980 Held der Arbeit
- 1985 Medaille „40. Jahrestag des Sieges im Großen Vaterländischen Krieg 1941–1945“[1]